# Дэвенпорт, Томас
Томас Дэвенпорт (англ. Thomas Davenport; 9 июля 1802 — 6 июля 1851) — американский кузнец, изобретатель. В 1833 году сконструировал первый роторный электродвигатель постоянного тока, создал приводимую им в движение модель поезда. В 1837 году получил патент на электромагнитную машину.

## Биография
Томас родился 9 июля 1802 года на ферме близ города Уильямстаун в штате Вермонт. В семье он был 8 ребёнком из 12. В возрасте 14 лет Томас был отдан на обучение к кузнецу, у которого проработал в итоге 7 лет. В 1823 году Дэвенпорт переселяется в деревню около города Брандон, в 20 км от Ратленда, заводит собственную мастерскую, женится на Эмили, дочери местного торговца.
Единственным средством обучения Томаса было самообразование. Он приобретает журналы и книги, чтобы быть в курсе последних достижений инженерии. Весной 1833 года внимание Дэвенпорта привлекло сообщение об использовании электромагнитов для разделения железной руды, технологии, разработанной Джозефом Генри, одним из первых примеров практического использования электричества. Томас отправляется за 40 км в город Кроу-Пойнт (Crown Point) чтобы посмотреть на удивительные свойства магнита, а затем, при помощи брата, приобретает один из электромагнитов.
Исследовав приобретённый магнит, в чём ему помогала его жена, Томас изготавливает несколько собственных магнитов и проводит с ними эксперименты, в качестве источника тока используя гальваническую батарею Вольта. В ходе одного из экспериментов один магнит был закреплён на колесе, а другой на неподвижной раме, при взаимодействии магнитов колесо совершало половину оборота. Дэвенпорт придумывает механизм (аналог щёток и коммутатора) переключения полярностей магнита, закреплённого на колесе, что позволяет колесу вращаться без остановки.
Создав электромотор, Дэвенпорт строит модель электровоза, двигающегося по круговой дорожке диаметром 1,2 м и питающегося от стационарного гальванического элемента. Вдохновлённый успехом, Томас отправляется в Вашингтон, чтобы получить патент, но в этом ему отказывают, практики регистрации патентов на электрические машины ещё не существовало. Дэвенпорт начинает ездить по колледжам и демонстрировать своё изобретение профессорам, собирать письма в свою поддержку. В недавно основанной (в 1824 году) первой инженерной школе США, Ренселеровском политехническом институте даже решают приобрести модель Дэвенпорта. На вырученные деньги Томас вместе со своим помощником Оранджем Смелли (Orange Smalley) создаёт второй электромотор, отправляется в Принстон, чтобы встретиться с Джозефом Генри и в Университет Пенсильвании, чтобы встретиться с Бенджамином Франклином Бэчи. Собрав отзывы о своей конструкции Давенпорт возвращается в патентное бюро. И хотя подготовленную для демонстрации модель уничтожает пожар, Дэвенпорт не останавливается, строит новую рабочую модель и 25 февраля 1837 года всё-таки получает патент.
Изобретение Дэвенпорта получает известность, пресса провозглашает революцию в науке. Дэвенпорт открывает на Уолл-стрит мастерскую и ищет инвесторов, знакомится с Самуилом Морзе, основывает газету «The Electro-Magnet and Mechanics Intelligencer», для печати которой использует печатный станок, приводимый в движение электромотором. Однако предприятие Дэвенпорта терпит коммерческую неудачу и Томас возвращается в Вермонт, где садится за написание книги, в 1851 году в городе Солсбери (Salisbury, штат Вермонт) Томас Дэвенпорт умирает.
В 1929 году Уолтер Райс Дэвенпорт (Walter Rice Davenport), племянник Томаса Дэвенпорта, издаёт книгу о своём дяде «The Brandon Blacksmith, Inventor of the Electric Motor», основанную во многом на автобиографии Томаса, написанной им в 1849 году.